# وادي السيل المحرق
وادي السيل المحرق قرية سعودية، تتبع مركز الشفاء في محافظة الطائف، بمنطقة مكة المكرمة. تقع في شمال مدينة الطائف بمسافة حوالي (30) كم.